# Erecomma laurenti
Erecomma laurenti is een hooiwagen uit de familie Assamiidae.